# Farní sbor Českobratrské církve evangelické v Praze 9 – Horní Počernice
Farní sbor Českobratrské církve evangelické v Praze 9 - Horní Počernice je sborem Českobratrské církve evangelické v Praze. Sbor spadá pod Pražský seniorát.
Sbor byl ustaven jako samostatný roku 1950.
Duchovní sboru je farářka Alžběta Hanychová, kurátorem sboru Martin Hrubeš.

## Faráři sboru
- Václav Velkoborský (1951-1963)
- Marie Molnárová (1963–1971)
- Marie Linnemannová (1974-1979)
- Miluše Nováková (1981-1987)
- Martin Prudký (1988–1990)
- Miloslav Plecháček (1990–2006)
- Mikuláš Vymětal Th.D. (2000–2005)
- Olga Mrázková (2004–2005)
- Miloš Rejchrt (2006)
- Petr Firbas (2006 - 2018)
- Alžběta Hanychová (2018 -